# Покуть

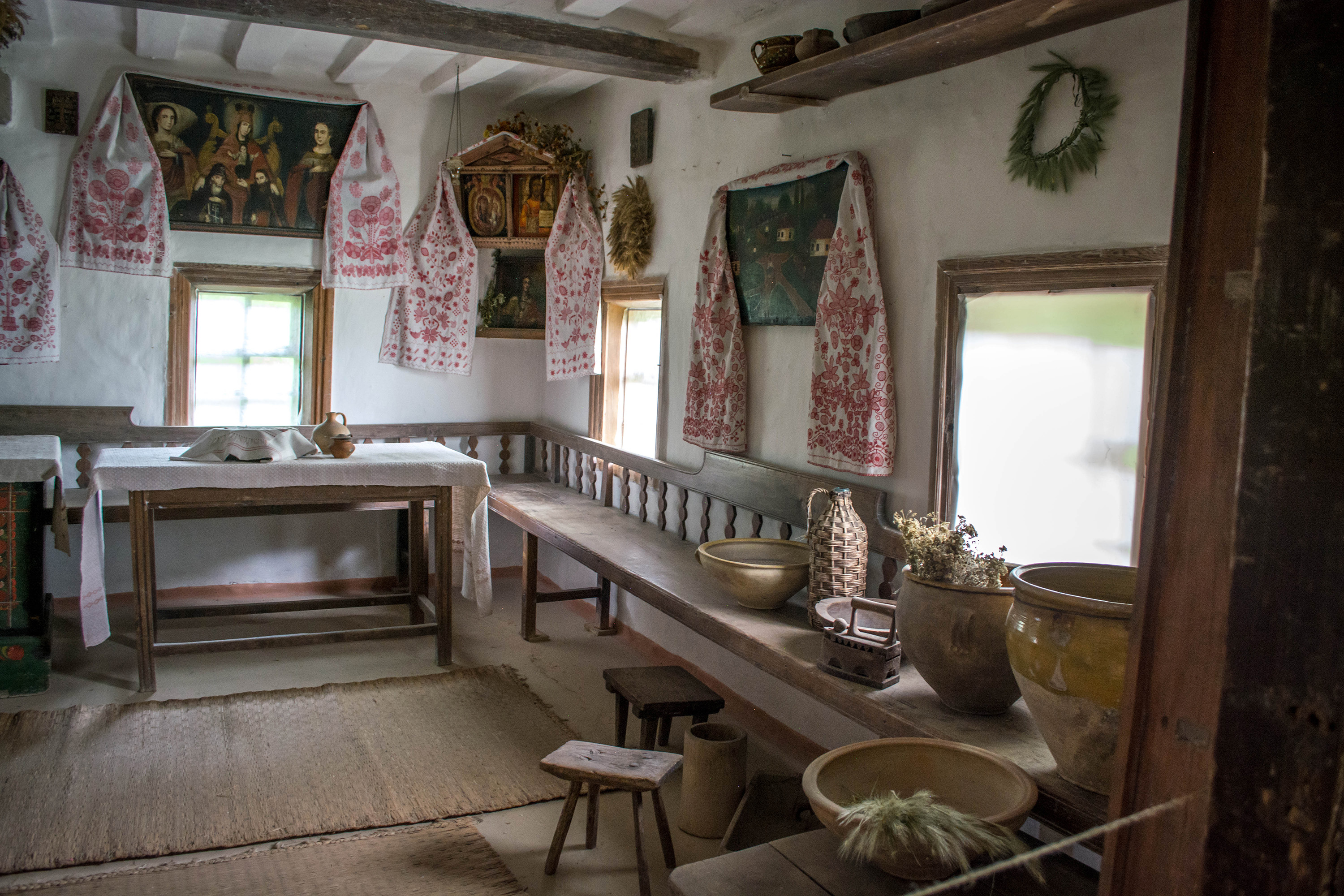
Покут у хаті з села Кунцеве Полтавської області, 1860-1870-х років будівництва

По́куть, також по́кут, по́куття — у традиційній українській хаті — куток, розміщений по діагоналі від печі, та місце біля нього.

## Назви

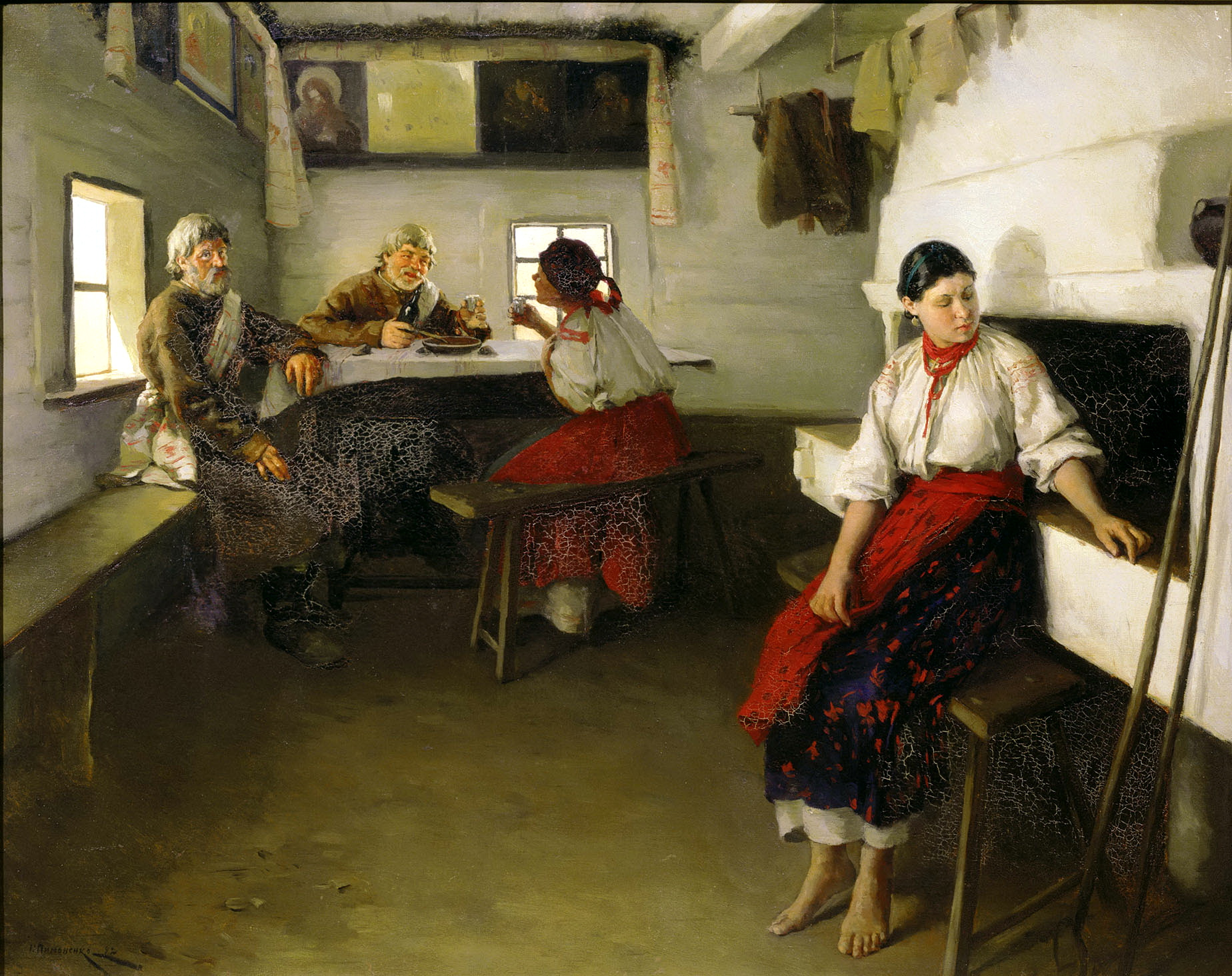
Покуть українська.
(Микола Пимоненко Картина «Свати». 1882 рік)

Загальна назва «красний кут (куток)» означає «гарне місце» чи «гарна частина»
Священний кут житла в українців відомий і як «покут», «покуть», «покуття», в білорусів — «кут», «покуць». Іменник «кут» відомий також у південних регіонах Росії, а на новгородщині, псковщині, смоленщині, курщині вживається «красний угол» (рос. красный угол). На Підляшші — «покучє» (пол. pokucie), «кут» (пол. kut), в Мазовії — «конт гонорови» (пол. kąt honorowy, почесний кут), «шьвєнти конт» (пол. święty kąt, святий кут), «покончє» (пол. pokącie).

## Композиція
На покуті, як правило, висіли ікони, пучки колосків, трав. Ікони Ісуса Христа та Божої Матері обрамляли спеціальним вишитим рушником — божником. Там розташовувався стіл або полиця «божниця», що слугує своєрідним вівтарем.
Покут властивий передусім будинкам, де світлиця виконує функції кухні; тобто, де піч розташована в головній житловій кімнаті. В будинках іншого влаштування ікони поміщалися в кімнатах над ліжком, навпроти входу, на столі чи шафі.
В українській селянській хаті покут розміщений по діагоналі від печі, де сходяться краями дві лави. В покуті розташовувалися цінні речі: ікони (о́брази), Біблія, свічки (у тому числі вінчальні); стіл (хатній престіл), за яким відбувалися трапези, як родинні, так і гостьові.
У сучасних житлах іноді облаштовується покут, але також ікони можуть вішатися навпроти входу, над ліжком, ставитися на полицях шаф.

## Обряди та звичаї
Більшість обрядів, пов'язаних із покутем, стосуються християнської обрядовості. В покуті проводилися обряди, що позначають поворотні моменти в житті людини. Там відбувалася купіль новонародженої дитини; в покуті мусив стояти горщик обрядової каші на її хрестини; там садили молодят на весілля та їхніх хрещених батьків; мерців клали головою до божниці. В покуті виголошувалися обітниці.
Зважаючи на священний статус покутя та божниці, коли людина заходила в хату, їй належало перехреститися на покуть. В цьому місці крім того зберігали найцінніші речі. Українці лишали на покуті окраєць хліба і ставлять там на Різдво дідух.
Рідновіри використовують покут як домашній вівтар богів і предків із їхніми символами та ідолами.

## Символізм

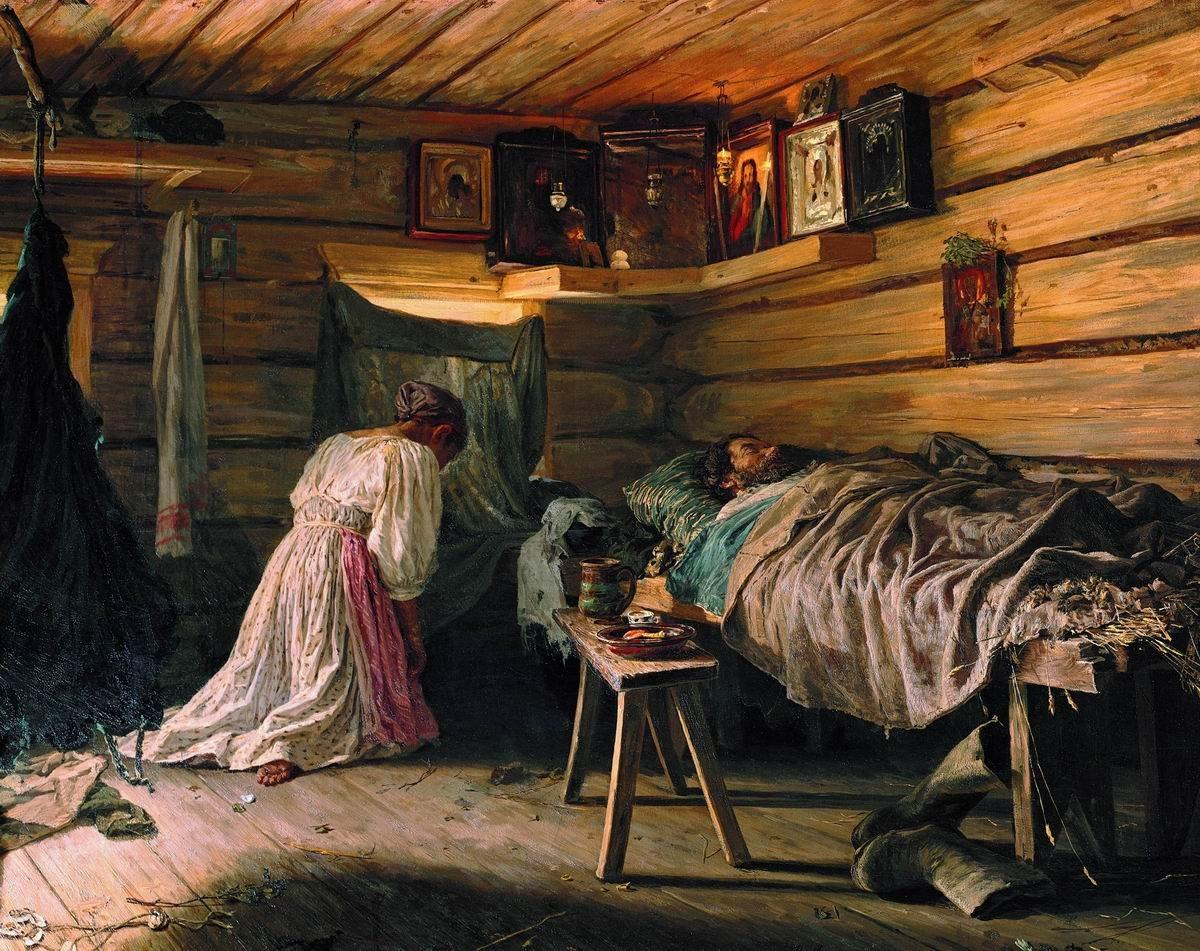
Красний кут у росіян
(Василь Максимов, «Хворий чоловік», 1881 рік)

Внутрішній кут будинку в слов'янських віруваннях у цілому символізував безпечне місце. Куток вважався основою будинку, тому при зведенні нового житла вдавалися до ворожіння. Наприклад, на місці майбутнього кутка клали хлібину чи зерно; якщо за кілька днів вони не псувалися — місце вважалося сприятливим для будівництва. Звідси також звичаї закопування під кутком жертви: гілок верби, залишків великодньої їжі.
Куток будинку за межами України відомий як місце «подвійного поховання». В Білорусі, Словаччині та Македонії, а також у фінів, існував звичай виймати кістки померлих із поховань і, після обмивання, повторно ховати їх у кутку. З цим можна пов'язувати уявлення про те, що мерці в своєму загробному існуванні позбавлені власного звичайного житла. В них хата, де «ні куточка, ні віконця». В Білорусі та Росії зафіксовано вірування, що куток є місцем проживання домовика. Йосип Лозинський тому вбачав у шануванні покутя «забуток звичаю ідолопоклоніння, бо в куті стояв божок домовий — Покуть».

## Виноски
1. 1 2  Покут // Словник української мови : у 20 т. / НАН України, Український мовно-інформаційний фонд. — К. : Наукова думка, 2010—2022.
2. ↑  Покуття // Словник української мови : у 20 т. / НАН України, Український мовно-інформаційний фонд. — К. : Наукова думка, 2010—2022.
3. ↑  Ярощенко, Артур (1999). Український фенікс (укр.). Прапор. с. 74—75. ISBN 978-5-7766-0676-2.
4. ↑  Самійленко, Степан Пилипович (1964). Нариси з історичної морфології української мови (укр.). Radi︠a︡nsʹka shkola. с. 227.
5. 1 2  Народна творчість та етнографія (укр.). Наукова думка. 1987. с. 35.
6. ↑  Даль, Владимир (2002). Толковый словарь живого великорусского языка. В 2 тт. Т. 1: А—О (рос.). ОЛМА Медиа Групп. с. 802. ISBN 978-5-224-03585-4.
7. 1 2 3  Mosio, Grażyna (2012). Święty kąt" w chłopskim domu – miejsce, symbolika, funkcja / Symbol – znak – przesłanie. Wytwory rąk człowieka. Kraków: Wydawnictwo Naukowe Uniwersytetu Uniwersytetu Papieskiego Jana Pawła II. с. 149—173.
8. 1 2 3 4  Товкайло, Т. (2015). Покуть / Енциклопедичний словник символів України. Університет Григорія Сковороди в Переяславі. с. 628—630.
9. ↑  Схід будинку – для ікони. Новини Хмельницького "Є" (укр.). 24 жовтня 2013. Процитовано 28 грудня 2022.
10. ↑  Онацький, Є. (1963). Покуття, покуть / Українська мала енциклопедія. Т. 11. Буенос-Айрес: Накладом Адміністратури УАПЦеркви в Аргентині.
11. ↑  Покуть. Портал присвячений розвитку української культури, Рідної Віри. Архів оригіналу за 28 грудня 2022. Процитовано 28 грудня 2022.
12. 1 2  Агапкина, Т. А. (1995). Угол / Славянская мифология. Эллис Лак. с. 379—380.
13. ↑  Gasparini Е. Studies in old Slavic Religion: «Uhrus» // HR. — 1962/1963. — Vol. 2. — No. 1. — P. 112—139
14. ↑  Hasenfratz Н. P. Zum sozialen Tod in archaischen Gesellschaften I I Saeculum. -1983. — Bd. 34. — S. 126—137.
15. ↑  Григоренко Т. В. Етнографічна лексика і фразеологія у складі української літературної мови: монографія/Т. В. Григоренко. — Умань: ПП Жовтий, 2010 — 216 с. (С.139-140)